# Pantserkeverslakken
Ischnochitonidae (pantserkeverslakken) is een familie van keverslakken.

## Kenmerken
Deze kleine tot middelgrote keverslakken hebben een brede gordel die bedekt is met korrels of kleine stekels. De schelpplaten zijn glad of fijngekorreld, vaak met diagonale richels. Het articulament is goed ontwikkeld. De insertieplaten hebben één tot drie inkepingen. De kop- en staartplaten hebben tot 12 randspleten.
De Europese fauna omvat zestien soorten in zeven genera, waaronder:
- Lepidochitona cinerea (Linnaeus, 1767) - Asgrauwe keverslak
- Lepidochitona corrugata (Reeve, 1848)
- Ischnochiton rissoi (Payraudeau, 1826)
- Ischnochiton albus (Linnaeus, 1767) - Witte pantserkeverslak
- Tonicella marmorea (Fabricius, 1870)
- Tonicella rubra (Linnaeus, 1767) - Roodgemarmerde brandkeverslak
- Callochiton septemvalvis (Montagu, 1803)

## Geslachten
- Callistochiton Dall, 1879
- Callistoplax Dall, 1882
- Callochiton Gray, 1847
- Calloplax Thiele, 1909
- Ceratozona Dall, 1882
- Chaetopleura Shuttleworth, 1853
- Connexochiton Kaas, 1979
- Dinoplax Dall, 1882
- Eudoxochiton Shuttleworth, 1853
- Ischnochiton Gray, 1847
- Ischnoplax Dall, 1879
- Juvenichiton Sirenko, 1975
- Lepidochitona Gray, 1821
- Lepidozona Pilsbry, 1892
- Nuttallina Dall, 1871
- Nuttallochiton Plate, 1899
- Particulazona Kaas, 1993
- Schizoplax Dall, 1878
- Stenochiton H. Adams et Angas, 1864
- Stenoplax Dall, 1879
- Stenosemus von Middendorff, 1847
- Subterenochiton Iredale et Hull, 1924
- Thermochiton Saito et Okutani, 1991
- Tonicella Carpenter, 1873
- Tonicina Thiele, 1906
- Vermichiton Kaas, 1990